# 刘文静
刘文静（568年—619年10月18日），字肇仁，自称是彭城郡（今江苏徐州）人，世代居住在京兆郡武功县（今陕西省咸阳市咸阳市），唐朝开国功臣。唐高祖时的宰相：武德元年（618年）六月至八月为纳言（侍中）。

## 生平
祖父刘懿用，曾任石州刺史。父亲刘韶，隋朝时战死，赠上仪同三司。刘文静因其父身死公事，袭父仪同三司。隋朝末年，为晋阳县令。与晋阳宫监裴寂为友。
大业十三年（617年），隋炀帝任李渊为太原留守。刘文静看出李渊胸有大志，便与其交好。见到李世民後，他对裴寂说：“唐国公的二公子可不是平常人。”后来李密谋反，刘文静因为與李密屬姻亲關係，被收监。李世民有意反隋，便到狱中探望刘文静，与他商议。刘文静说：“今天下太乱，李密围攻洛阳，皇上在淮南，大小贼盗跨州连郡，阻碍山泽，数以万计。如果能够顺应天命人心，举起义旗，天下不难平定。现今太原郡逃避盗贼的百姓都在晋阳城中，我也当了几年县令，知道哪些是豪杰之士，一旦把他们聚集起来，可得十万之众，令尊所领之兵还有几万人，君言出口，谁敢不从？乘虚入关，号令天下，不到半年，帝业可成。”李世民笑道：“君言正合我意。”于是两人暗中筹划起义，准备待机而起。又担心李渊不同意，刘文静知道李渊与裴寂关系很好，于是就介绍裴寂与李世民认识，一起谋劃。
不久，李渊手下高君雅被突厥打败，李渊因此被抓。李世民让刘文静与裴寂去劝说李渊，并暗中备戰，正赶上李渊获释而止。李世民又让刘文静伪造炀帝敕命，说要征兵去讨伐辽东，于是民心大乱，想反的人越来越多。刘文静趁机对裴寂说：“公岂不闻‘先发制人，后发制于人’乎？何乃推延，自贻祸衅？宜早劝唐公，以时举义。”又威胁裴寂说：“且公为宫监，而以宫人侍客，公死可尔，何误唐公也？”裴寂大为恐惧，于是便劝李渊早日发兵。
李渊于是在晋阳起兵反隋，建大将军府，以刘文静为军司马。刘文静劝改旗帜以彰义举，又请交结突厥，李渊都采纳了。并派遣刘文静出使突厥，始毕可汗曰：“唐公起事，今欲何为？”文静曰：“皇帝废冢嫡，传位后主，致斯祸乱。唐公国之懿戚，不忍坐观成败，故起义军，欲黜不当立者。愿与可汗兵马同入京师，人众土地入唐公，财帛金宝入突厥。”始毕可汗大喜，马上派遣将军康鞘利率领500人，跟随文静而至，又献马2000匹。李渊高兴，对刘文静说：“非公善辞，何以致此？”其后又率军在潼关击败隋将屈突通部将桑显和，又乘胜追击，生擒屈突通。攻下长安后，转大丞相府司马，进授光禄大夫，封鲁国公。后李渊称帝，拜纳言。
薛举进攻泾州，刘文静以元帅府长史和司马殷开山出战，大败而还，被除名。后又从秦王征讨薛举，因功恢复了官爵和封邑，拜民部尚书、领陕东道行台左仆射。武德二年（619年），随秦王镇守长春宫。
刘文静自以为才能远超过裴寂，又屡立军功，而裴寂只是因为和李渊是旧交，地位反而在他之上，心中不平。每次廷议，就故意和裴寂作对，两人于是产生了隔阂。刘文静有一次和其弟通直散骑常侍刘文起宴饮时，酒后怨言，拔刀击柱，说：“一定要杀了裴寂！”后来刘文静有个爱妾失宠，就把此事告诉了其兄，妾兄遂上告刘文静谋反。李渊让裴寂和萧瑀审讯他。刘文静说：“起义之初，我为司马，估计与长史裴寂地位相当。如今裴寂已官至仆射，居于甲第，赏赐无数。而我的官爵赏赐和众人无异。东征西讨，家口無依無託，确实有不满之心。”李渊听后，对群臣说：“刘文静此言，反心甚明。”李纲、萧瑀都认为刘文静不是谋反，秦王李世民也认为刘文静在起义之初，先定非常之策，事后才告知裴寂，等到平定了京师，二人地位和待遇悬殊，所以认为刘文静只是有不满情绪，并无谋反之心，极力想保全他。但是李渊一直以来都疏远猜忌他，裴寂于是乘机说：“刘文静的才能谋略确实在众人之上，但生性猜忌阴险，忿不顾难，现已显露。当今天下未定，外有劲敌，今若赦之，必留后患。”李渊听信其言，杀了刘文静及其弟刘文起，并抄没了他的家产。刘文静临刑之前，拍着胸口长叹道：“‘高鸟尽，良弓藏。’果非虚言啊！”时年52岁。
贞观三年（629年），唐太宗李世民为其平反，追复其官爵，以其子刘树义袭封鲁国公，许尚公主。后来与其兄刘树艺怨其父被戮，又谋反，被杀。

## 延伸阅读
[在维基数据编辑]
 《舊唐書/卷57》，出自刘昫《舊唐書》
 《新唐書/卷088》，出自《新唐書》